# Saint-Pierre-la-Rivière
Saint-Pierre-la-Rivière är en kommun i departementet Orne i regionen Normandie i nordvästra Frankrike. Kommunen ligger i kantonen Exmes som tillhör arrondissementet Argentan. År 2018 hade Saint-Pierre-la-Rivière 155 invånare.

## Befolkningsutveckling
Antalet invånare i kommunen Saint-Pierre-la-Rivière
| Referens: INSEE |